# آتسمانسریشت
آتسمانسریشت (به آلمانی: Atzmannsricht) دهکده ای در شهرستان آمبرگ-زولتسباخ و در ایالت بایرن آلمان است.